# Lac-aux-Sables
Lac-aux-Sables är en kommun av typen socken (municipalité de paroisse) i provinsen Québec i Kanada. Den ligger i regionen Mauricie, i den sydöstra delen av landet, 300 km nordost om huvudstaden Ottawa.